# きみの色
『きみの色』（きみのいろ、英 : THE COLORS WITHIN）は、2024年8月30日公開の日本のアニメーション映画。監督は山田尚子、脚本は吉田玲子、アニメーション制作はサイエンスSARU、企画・プロデュースはSTORY inc.が手掛ける。また、IMAXでの上映も実施された。

## ストーリー
海に面した街のキリスト教系女子高校3年に在学する日暮トツ子は、会う人固有の「色」が見えるという特殊な感覚を持ち、周りの人間からは少し浮きがちであった。
トツ子は「きれいな色」を感じた同学年の作永きみのことが気になっていたが、きみはいつの間にか学校を退学していた。「本屋で働いているのを見た」という噂をもとに、トツ子は市内の本屋を探し回り、ある古書店できみと再会する。ちょうどその時店を訪れていた男子高校生の影平ルイは、きみとトツ子の会話の内容から「2人がバンドを組んでいる」と誤解して話しかける。とっさにトツ子は「自分たちのバンドのメンバーを募集している」とその場で持ちかけ、2人から賛同を得た。
ルイの家がある離島を訪ねたトツ子ときみは、ルイが音楽の練習に使っている旧教会で語り合い、意気投合する。以後、日曜日に3人は旧教会で練習し、ルイの提案でオリジナル曲を作ることになる。トツ子は、きみに憧れる思いを太陽系の太陽と惑星にたとえた歌を着想する。
一方、きみとルイにはそれぞれの悩みがあった。祖母と二人暮らしをしているきみは退学したことを未だに打ち明けられず、診療所の医師を務める母の後を継ぐことを求められているルイは、母の視線を気にして趣味を伏せていた。トツ子は修学旅行を仮病で欠席し、「修学旅行中」という建前で行く場所に困っていたきみを寄宿舎の自室に招き入れるが、あえなく教員のシスターたちに見つかってしまう。シスター日吉子はきみの心情を鑑み、トツ子への罰である1か月間の奉仕活動と反省文の提出をきみにも課すよう、学園長に働きかけた。後日、偶然きみの古書店に立ち寄った日吉子は、反省文を歌にすることを提案するとともに、学校の学園祭「聖バレンタイン祭」に、トツ子とバンドで出ることを勧める。
クリスマス、トツ子ときみはルイの島を訪れるが、天候の悪化で船が欠航となり、ルイの世話で旧教会に泊まることになった。日吉子はトツ子が寮に帰っていないことを知り、電話で事情を確認すると、トツ子ときみは「バンドの合宿をしている」ことにしておくと伝える。その晩はルイも旧教会に泊まり込み、3人は心に抱えていた悩みを話し合った。その後、きみは祖母に、ルイは母に、それぞれの事情を打ち明ける。
迎えた聖バレンタイン祭で3人は各人が作った3つの曲を演奏する。鑑賞者こそ多くはないが、きみの祖母と日吉子、来場したルイの母を含め、会場は大いに盛り上がった。そして春が訪れたときに、ルイは故郷を離れる。トツ子ときみは離島の波止場でルイが乗る船を見送り、きみはルイを励ます言葉を大声で叫ぶのだった。

## 登場人物

### 主要人物
日暮トツ子（ひぐらし トツこ）
声 - 鈴川紗由
本作品の主人公。ミッション・スクールに通う女子高校生。共感覚の持ち主で、人のパーソナリティを「色」で見ることができる。幼少期はバレエを習っていたが、十分に上達できないと考えてやめた。当時バレエ教室で踊りを見たジゼルに愛着を持っている。寄宿生。学校の礼拝堂に一人でよく赴き、その折にニーバーの祈りを唱える場面が何度かある。部屋のベッドに刻まれた"GOD almighty"の文字もありがたい言葉として毎日拝んでいる。ピアノの経験が少しあり、バンドではキーボードとコーラスを担当。船やバスなどで乗り物酔いしやすく、修学旅行で日光のいろは坂をバスで通る行程に不安を覚えたことも欠席する一因となった。
作永きみ（さくなが きみ）
声 - 髙石あかり
トツ子と同学年で別のクラスに所属する。学校の聖歌隊のメンバーで他の生徒からも慕われる存在だったが、突然退学して古書店で働く傍らギターの練習をしていた。祖母と二人暮らしで通学生（ほかに就職で家を離れた兄がおり、ギターはお下がり）。真面目であるがゆえに人に気を遣いすぎて、その思いを一人で抱え込む傾向がある。学校OGでもある祖母からは大切にされ誇りにも思われていたが、そのために退学を口にできず、普段は学校に通うふりをしながら古書店に行っていた。働いていた古書店の名前「しろねこ堂」は、3人のバンド名となった。バンドではギターとボーカルを担当。
オーバーサイズのトップスが多い私服は兄のお下がりという設定で、本当の自分を表に出すのを怖がり兄のやっていることをなぞっている。
影平ルイ（かげひら ルイ）
声 - 木戸大聖
離島に住む高校3年生の男子。眼鏡をかけている。母は島の診療所の医師で、その後を継ぐことを考えている。市街地に行く際に中古の楽器を物色していた。そこで入手したミニキーボードをトツ子の作曲用に貸している。トツ子と会う前からきみの古書店に立ち寄っており、ギターを練習するきみをバンドのメンバーだと勘違いしていた。テルミンの演奏ができる。バンドではほかにオルガンも担当する。
シスター日吉子（シスターひよこ）
声 - 新垣結衣
学校の教員でありシスター。礼拝堂を頻繁に訪れるトツ子とよく会話しており、トツ子のバンド活動もそこで知った。
劇中ではトツ子やきみの悩みに対してとんちを利かせて解決策を提案する場面が多い。
学校のOGで、学生時代に"GOD almighty"というロックバンドを組んでいた経験がある。トツ子のベッドに刻まれている"GOD almighty"の文字も彼女によるものである。
学園祭ライブ前に本番前の3人と顔を合わせた際には事前に聞かされた曲の感想を熱く語りそうになる場面があった。

### 周辺人物
百道さく（ももち さく）
声 - やす子
トツ子のルームメイト。おおらかで食いしん坊。設定では吹奏楽部に所属している。
七窪しほ（ななくぼ しほ）
声 - 悠木碧
トツ子のルームメイト。何でも信じる性格。設定ではバドミントン部に所属している。
八鹿スミカ（やつしか スミカ）
声 - 寿美菜子
トツ子のルームメイト。慎重な性格で人の変化に機敏なギャル。設定ではダンス部に所属している。
クリスマスにトツ子が島から帰れなくなったとき、ルームメイト4人のメッセージグループで対応を相談していたが、すぐ側にいて事情を聞いたシスター日吉子が折り返しでトツ子宛てに電話をかけさせた。
作永紫乃（さくなが しの）
声 - 戸田恵子
きみの祖母。市街地のそば屋でパートタイマーとして働いている。小説版の設定では、トツ子やきみが通う学校の校長とは、高校時代に先輩後輩の関係だった。
ルイの母
声 - 井上喜久子
トツ子の母
声 - 佐々木優子
校長先生
声 - 木村有里
シスター樹里（シスターじゅり）
声 - 一龍斎貞友
※この他、山田の方針によりトツ子ときみのクラスメイト、聖歌隊のメンバーなど顔が映る主な生徒に関しては全員のデザイン、名前、ニックネームなどの基礎設定が決められている。

## スタッフ
- 監督 - 山田尚子[2][3]
- 脚本 - 吉田玲子[2][3]
- 音楽・音楽監督 - 牛尾憲輔[20]
- キャラクターデザイン・作画監督 - 小島崇史[20]
- キャラクターデザイン原案 - ダイスケリチャード[20]
- 美術総括 - 島田碧[20]
- 美術監督 - 室岡侑奈[20]
- 色彩設計 - 小針裕子[20]
- 撮影監督 - 富田喜允[20]
- 編集 - 廣瀬清志[20]
- 音響監督 - 木村絵理子[20]
- 音響効果 - 倉橋裕宗[20]
- 製作 - チェ・ウニョン、古澤佳寛[20]
- 企画・プロデュース - 川村元気[20]
- プロデューサー - 岡村和佳菜、崎田康平[20]
- 配給 - 東宝[20]
- 企画・プロデュース - STORY inc.[3]
- 制作・プロデュース - サイエンスSARU[3]
- 製作 -「きみの色」製作委員会（サイエンスSARU、STORY inc.、東宝、ジェイアール東日本企画、ローソングループ）

## 音楽

### 主題歌
「in the pocket」（TOY'S FACTORY）
作詞・作曲：桜井和寿、編曲：Mr.Children&牛尾憲輔、歌 - Mr.Children

### 劇中使用曲
「いつくしみふかき」、「あめのきさき」
以上2曲はカトリックの聖歌であり、トツ子の高校の聖歌隊が歌っている。歌唱音源はカリタス女子中学校・高等学校コーラス部によるものを使用している。
「Ave Maria」（グレゴリオ聖歌）
元々は聖歌隊の合唱曲という設定だが、劇中では演奏曲として使用されている。退学直後のきみがギターの練習で弾いていたほか、旧教会での初練習ではルイのテルミンといっしょにセッションを行う場面がある。
「Born Slippy NUXX」
トツ子をきみが無断で寮に引き入れお泊り会を行った際、その様子をダイジェストとして描いた場面で流れた楽曲。オリジナルはアンダーワールドの楽曲だが、本作では牛尾憲輔がアレンジを行ったテクノ調の音源が使用されている。
「My favorite things」、「Children's corner "Golliwog's cakewalk"」
上記2曲はトツ子が実家に帰省した際、バレエ教室で使用されていた楽曲である。芥川怜子によるピアノ演奏の音源が使用されている。
「Giselle, Act I: Pas seul - Pas de deux des jeunes paysans」
トツ子が幼い頃に憧れていたバレエの演目。合宿の夜や学園祭の後日にトツ子がこの曲に合わせて踊る場面が描かれている。

### バンド演奏曲
「反省文 ―善きもの美しきもの真実なるもの―」、「あるく」、 「水金地火木土天アーメン」
いずれも作詞は山田尚子、作曲と編曲は牛尾憲輔。以上3曲はトツ子・きみ・ルイのバンド「しろねこ堂」の持ち歌として登場したもので、歌唱は「反省文 ―善きもの美しきもの真実なるもの―」「あるく」をきみ役の髙石あかりが担当、「水金地火木土天アーメン」はきみ役の髙石あかりがメインボーカルでトツ子役の鈴川紗由がコーラスを担当している。
劇中では3人が1人それぞれ1曲ずつ主体となって曲を作り上げたという設定になっている。「反省文 ―善きもの美しきもの真実なるもの―」はルイが作曲を行ったものにきみが主体となって歌詞を追加したもの、「あるく」はきみが作った悲しげな曲にルイがアレンジを加えて優しい曲にしたもの、「水金地火木土天アーメン」はトツ子が日常でインスピレーションを感じたキーワードを繋げて歌にしたものとされている。
実際の制作としては「水金地火木土天アーメン」が山田尚子と吉田玲子の打ち合わせの過程でトツ子が作る曲というイメージで先にキーワードを考えて歌詞を起こし、後からメロディを付けている。残りの2曲は先に牛尾憲輔が曲を作った後に歌詞を付けている。
「水金地火木土天アーメン」に関してはメインキャラクター3人が踊る描き下ろしアニメーションや、3人を演じたキャスト3名＋やす子が実際に踊ってみた動画がYouTubeの東宝MOVIEチャンネルのコンテンツとして公開されている。ダンスの振り付けはパワーパフボーイズが担当している。

## 製作

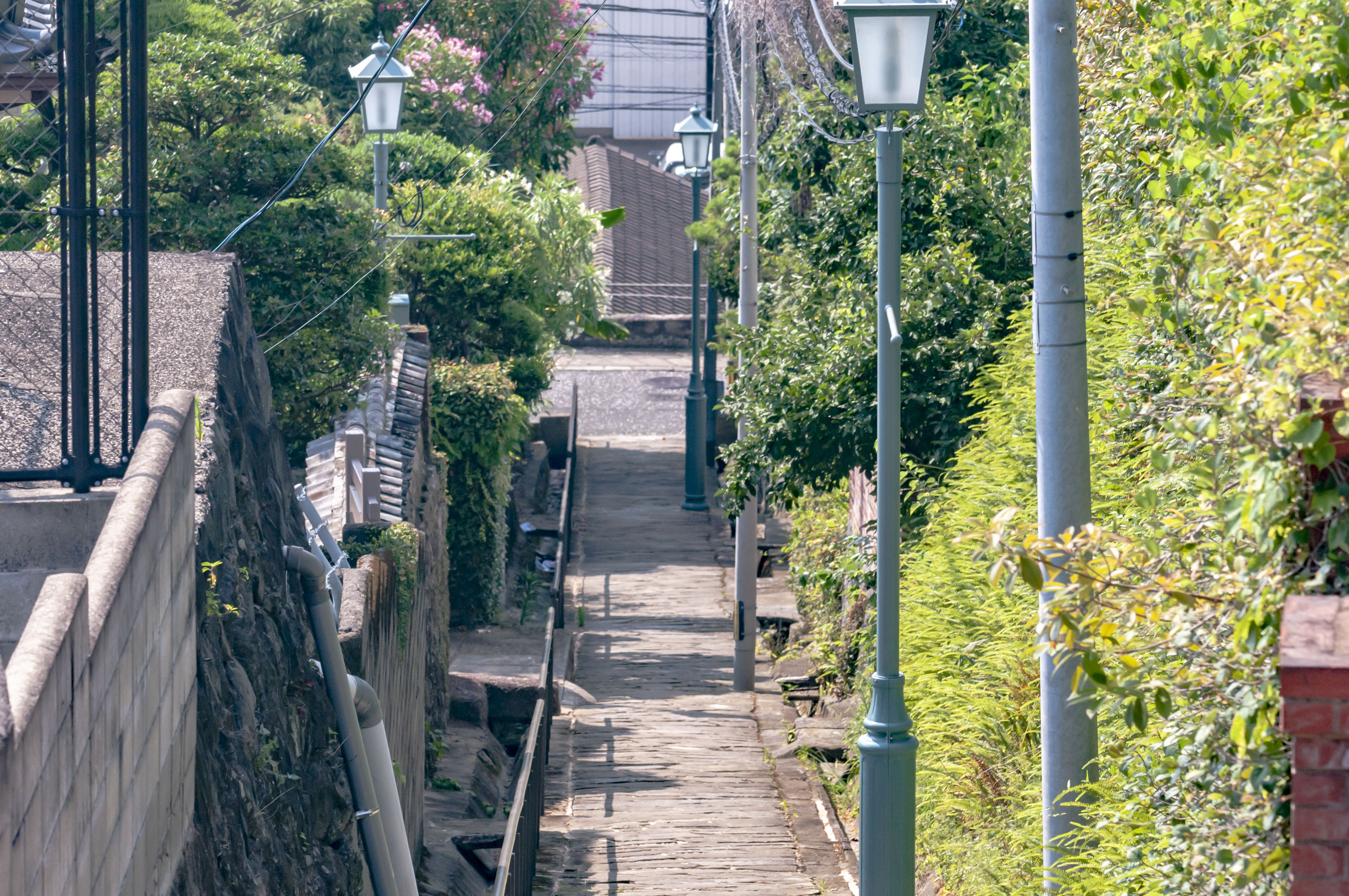
県側からの提案でロケ地として選ばれたドンドン坂

2022年12月3日に制作と公開時期などが発表された。脚本の吉田と監督の山田、音楽の牛尾の3人は2016年の『映画 聲の形』、2018年の『リズと青い鳥』などと同じであり、サイエンスSARUとのチームは2021年の『平家物語』と共通している。吉田は、山田から「こういうことやりたい」「こういう子たちを描きたい」というメモをもらい、そこから脚本を執筆した。色が見える女の子という設定は山田のアイディアだという。
山田は「『色』とは『アトモスフィア（雰囲気）』」「下手に名前をつけて言葉にすると溢れてしまうような曖昧模糊とした感情や感覚を表せるものが色」「原色もあるし、中間色もある。いろいろなグラデーションが可能なので、意味を限定しないというところで自由自在に印象を伝えることができる」という考えを持っており、それらの考えを膨らませた結果、映画『きみの色』の設定が浮かんできたとインタビューにおいて述べている。
製作に際して監督の山田は、主人公がキリスト教系の学校に在籍する設定から長崎県を舞台のモデルに着想し、県内でロケハンを実施した。佐世保市の黒島天主堂や旧海軍佐世保鎮守府凱旋記念館が建物のモデルとして使用されている他、ルイが音楽の練習に使用している旧教会は五島市の旧五輪教会堂がモデルとなっている。ただし、主人公たちが通う学校の建築物は兵庫県西宮市の神戸女学院大学岡田山キャンパスがモデルとして使用されている。長崎県側ではロケーションマップも作成・配布されている。2025年の日本経済新聞記事によると、2021年9月にプロデューサーから県観光連盟にロケ地としての引き合いがあり、3回にわたってスタッフを現地に案内したほか、県側から提案のあった場所もいくつか作中に使用された（長崎市内の「ドンドン坂」=トツ子たちの学校の通学路に登場、など）。ロケーションマップは3万部が出たという。
当初は2023年秋の公開を予定していたが、2023年8月3日に2024年に公開延期となったことが発表され、後に2024年夏公開予定となった。2024年3月18日に予告編が公開され、公開日が2024年8月30日となった。

## 封切り

### 日本国内
2024年8月30日より公開。映画観客動員ランキング（興行通信社調べ）で初登場第7位にランクインした。

## 評価
- 第26回上海国際映画祭金爵賞 最優秀アニメーション作品賞[42]

## タイアップ

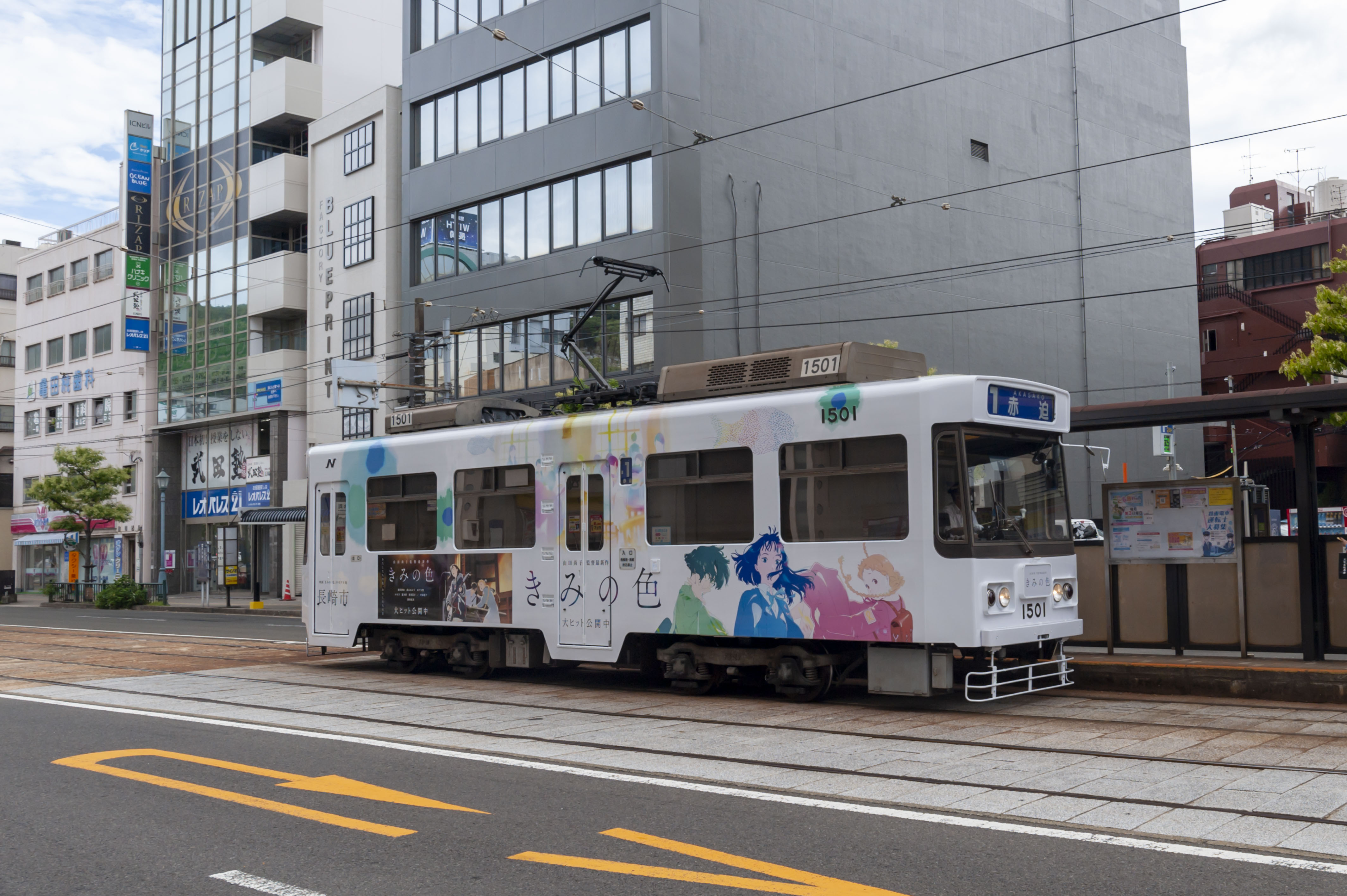
長崎電気軌道のラッピング車両

- 長崎県観光連盟は映画のモデルとなった長崎県内の各地[43]を巡るデジタルスタンプラリーを実施。対象スポットを巡り集めたスタンプの数に応じてプレゼントが行われた[44]。
- 長崎電気軌道は作品の公開を記念して、9月12日から12月12日までキービジュアルイラストを描いたラッピング電車の運行を行った[45]。
- 劇中でさくがお土産として中津銘菓「ビスマン」をトツ子らルームメイトへ配ったことにちなみ、製造元の殿畑双葉堂がタイアップ商品として作品のイラスト入り帯のついたパッケージの商品を発売した[46]。

## 関連書籍
ノベライズ
- 著：佐野晶、原作「きみの色」製作委員会『小説 きみの色』宝島社、2024年7月12日。ISBN 978-4-299-05077-9。

コミカライズ
2024年7月16日より2025年4月11日にかけて 『コミックNewtype』（KADOKAWA）にて連載。
- 漫画：鈴木小波、原作：「きみの色」製作委員会『きみの色』KADOKAWA〈角川コミックス・エース〉、全4巻
  1. 2024年8月9日発売、ISBN 978-4-04-115201-0
  2. 2024年8月30日発売、ISBN 978-4-04-115344-4
  3. 2025年2月10日発売、ISBN 978-4-04-116014-5
  4. 2025年6月10日発売、ISBN 978-4-04-116326-9

アニメーションガイド
- 『きみの色 アニメーションガイド tri-angle』KADOKAWA、2024年8月30日。ISBN 978-4-04-115490-8。